# Пресс, Иосиф Исаакович
Иосиф Исаакович Пресс (13 января 1881 года, Вильна – 4 октября 1924 года,  Рочестер, штат Нью-Йорк) — русский виолончелист, выпускник Петроградской консерватории.  Выступал в концертах общества Еврейской народной музыки со скрипачами Яковом Хейфецем и Ефремом Цимбалистом, певцом Фёдором Шаляпиным. В 1921 году эмигрировал в США со своим братом, Михаилом Прессом. Скончался в США от пневмонии.

## Биография

Михаил Пресс

Родился 13 января 1881 года в Вильне, в семье Ицика (Исаака) Мовшевича Преса (1848—1889) и Соры-Ривки Гдальевны Прес (1849—?). Вскоре семья переехала в Рудомину. В восьмилетнем возрасте остался без отца. Музыке учился в Музыкальном училище Харьковского отделения Русского музыкального общества (РМО) у педагога С. С. Глазера. В 1902 году окончил Московскую консерваторию по классу виолончели (педагог Альфред Эдмундович Глен).
В дальнейшем консультировался у немецкого виолончелиста Юлиуса Кленгеля и каталонского виолончелиста Пабло Касальса. С 1898 года выступал с концертами, как солист и ансамблист. Давал концерты с польским скрипачем П. Коханским, русским певцом Фёдором Шаляпиным, К. Н. Игумновым, B. И. Сафоновым, со своим братом Михаилом Исааковичем Прессом, выступал в ансамблях с Л. В. Николаевым и другими пианистами.
С 1906 года — участник ансамбля Русского трио с братом и женой брата В. И. Мауриной-Пресс. Прессы, получившим известность интерпретацией произведений русский композиторов — А. С. Аренского, П. И. Чайковского, С. В. Рахманинова, С. И. Танеева и других.
Исполнение Пресса отличалось музыкальным вкусом, певучим тоном. На конкурсе виолончелистов в 1911 году в честь 50-летия Московского отделения Русского музыкального общества, исполнив концерт для виолончели с оркестром Антонина Дворжака, получил вместе с виолончелистом Евсеем Яковлевичем Белоусовым вторую премию. С 1916 по 1918 год работал профессором Петроградской, в 1918 году был профессором Киевской, потом работал в Одесской консерватории. В конце 1920 года эмигрировал вместе с братом из СССР в США. Давал концерты в Европе и Америке. В том же году основал в Амстердаме «Новое русское трио», в которое вошли Леонид Крейцер и Александр Шмулер.
С 1922 года преподавал в Истменской школе музыки в американском городе Рочестере, штат Нью-Йорк.
Иосиф Исаакович Пресс скончался 4 октября 1924 года в Рочестере от воспаления лёгких.

## Семья
- Сестра — Мария Исааковна Пресс (в замужестве Николаевская, 1882—1966), была с 16 июня 1909 года замужем за военным дирижёром Файвушем Иоселевичем (Фёдором Иосифовичем) Николаевским. Племянник — Иосиф Фёдорович Николаевский (1913—2000), профессор Московского инженерно-физического института (МИФИ).
- 21 июня 1913 года в Вильне женился на инженере Елене Савельевне (Шевелевне) Шифриной (в девичестве Герцберг; 1885—?), для которой это был второй брак.
- Вторая жена — Евгения Данииловна Балаховская (1890—1991)[10], дочь сахарозаводчика и мецената Д. Г. Балаховского, племянница психоаналитика Ф. И. Ловцкой и философа Льва Шестова.